# Won’t Go Home Without You
«Won’t Go Home Without You» (с англ. — «Не пойду домой без тебя») — третий сингл группы Maroon 5, выпущенный с их второго студийного альбома It Won't Be Soon Before Long.

## Видеоклип
Видеоклип начинается с воспоминаний Адама Левина (солиста Maroon 5), в которых он и его девушка (Таня Реймонд), ссорятся, после чего Левин решает уйти. Затем он сидит в кресле и обдумывает свой разрыв с ней вместе с участниками группы, выступающими на заднем плане. Адам не хочет уходить домой без своей девушки. Затем он решает найти её. После нескольких часов блужданий по городу Левин в конце концов добирается до ресторана, где находит ее, но, к его разочарованию, она уже с другим мужчиной. Режиссёр клипа — Софи Мюллер, ранее снимавшая музыкальные клипы группы на песни «This Love» и «She Will Be Loved».

## Критика
Отзывы о песне были в целом положительными, хотя некоторые были смешанными. Музыкальный журналист, Роберт Кристгау написал положительную рецензию на альбом, а также на саму песню, сказав, что она дьявольски запоминающаясяи сочетает в себе уверенность с привязанностью. Сайт Digital Spy присудил песне две звезды из пяти, назвав текст песни таким же холодным и функциональным, как современный холодильник.

## Чарты
Песня Won’t Go Home Without You достигла лишь 48-го места в Billboard Hot 100. По состоянию на июнь 2014 года в США было продано 1 647 000 копий.
Песня стала первым синглом Maroon 5, который не попал в британский Топ-40, достигнув лишь 44-го места в UK Singles Chart.
| Чарт (2007-08)                             | Позиция |
| ------------------------------------------ | ------- |
| Австралия (ARIA)                           | 7       |
| Австрия (Ö3 Austria Top 40)                | 16      |
| Бельгия/Фландрия (Ultratip Bubbling Under) | 10      |
| Канада (Billboard Canadian Hot 100)        | 16      |
| Канада (Billboard AC)                      | 16      |
| Канада (Billboard CHR/Top 40)              | 32      |
| Канада (Billboard Hot AC)                  | 3       |
| Чехия (Rádio — Top 100)                    | 41      |
| Германия (GfK)                             | 11      |
| Ирландия (IRMA)                            | 28      |
| Италия (FIMI)                              | 15      |
| Нидерланды (Dutch Top 40)                  | 28      |
| Нидерланды (Single Top 100)                | 62      |
| Новая Зеландия (Recorded Music NZ)         | 20      |
| Швейцария (Schweizer Hitparade)            | 65      |
| Великобритания (OCC UK Singles)            | 44      |
| США (Billboard Hot 100)                    | 48      |
| США (Billboard Adult Alternative Songs)    | 26      |
| США (Billboard Adult Contemporary)         | 14      |
| США (Billboard Adult Pop Airplay)          | 3       |
| США (Billboard Pop Airplay)                | 14      |

| Чарт (2008)                       | Позиция |
| --------------------------------- | ------- |
| Australia (ARIA)                  | 75      |
| Austria (Ö3 Austria Top 40)       | 71      |
| Canada (Canadian Hot 100)         | 78      |
| Germany (Official German Charts)  | 67      |
| US Adult Contemporary (Billboard) | 28      |
| US Adult Top 40 (Billboard)       | 16      |

| Регион                                                      | Сертификация          | Продажи   |
| ----------------------------------------------------------- | --------------------- | --------- |
| Австралия (ARIA)                                            | Платиновый            | 70 000^   |
| Канада (Music Canada)                                       | Золотой               | 40 000*   |
| Мексика (AMPROFON)                                          | 4× Платиновый+Золотой | 270 000*  |
| США (RIAA)                                                  | 2× Платиновый         | 1,647,000 |
| ^ Данные о тиражах приведены только на основе сертификации. |                       |           |